# Topes de Collantes

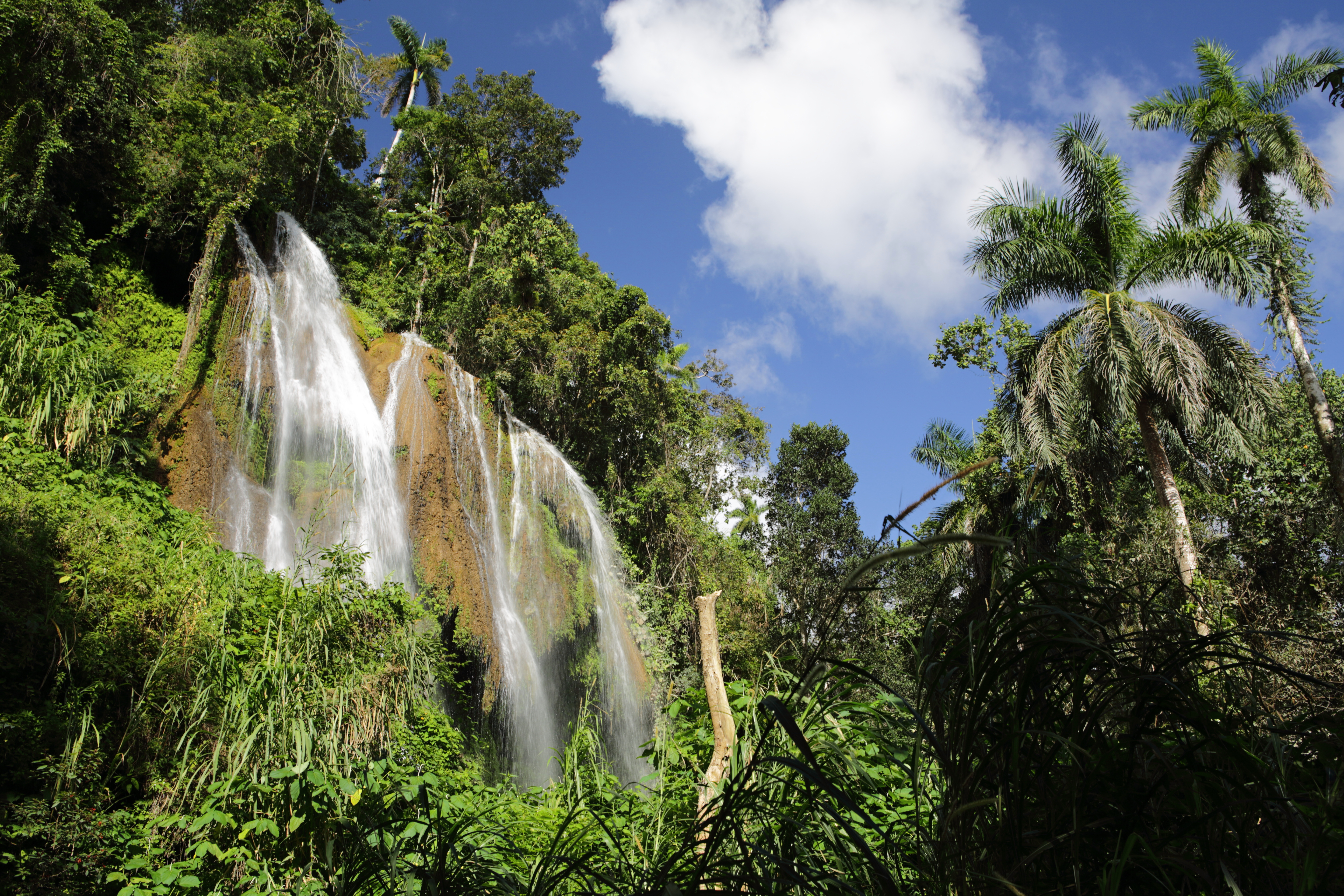
Foto do parque.

Topes de Collantes é um parque natural na cordilheira Escambray, em Cuba, que tem 800 metros de altura acima do nível do mar. O seu nome também se refere ao terceiro pico mais alto da reserva, onde se encontra uma pequena povoação e centro turístico.
O Pico San Juan é o mais alto, com 1140 metros. Possui uma paisagem natural protegida bem como valor científico para botânica e ecologia. Nele habitam várias espécies endémicas da flora e fauna, tais como florestas de pinheiro, bambu ou eucalipto.

## História
Fulgencio Batista fundou Topes de Collantes em 1937, mandando construir a estrada de Trinidad.
A zona foi cenário de lutas em várias épocas, serviu de refúgio para as tropas rebeldes sob a liderança de Che Guevara durante a luta contra Batista e foi protagonista da revolta dos opositores de Fidel Castro.